# (133) Cirene
(133) Cirene es un asteroide perteneciente al cinturón de asteroides descubierto por James Craig Watson desde el observatorio Detroit de Ann Arbor, Estados Unidos, el 16 de agosto de 1873.
Está nombrado por Cirene, un personaje de la mitología griega.

## Características orbitales
Cirene está situado a una distancia media del Sol de 3,061 ua, pudiendo acercarse hasta 2,638 ua. Su inclinación orbital es 7,227° y la excentricidad 0,1382. Emplea 1956 días en completar una órbita alrededor del Sol.